# 禁運
禁運在商業和政治中，是指與一個國家停止貿易和商業往來，令該國家被孤立。禁運通常是某一國或某一國際組織對另一國的懲罰，原因包括兩方在某些政策上的不同意見，或是違反國際法、協定等。

## 禁運的原因
- 入超
- 經濟制裁
- 管制武器擴散（含核能物資、高科技設備等）